# Mohamed Fathi
Mohamed Fathi là một cầu thủ bóng đá người Ai Cập thi đấu ở vị trí tiền vệ cho Ismaily SC kể từ năm 2015. Anh được triệu tập vài Đội tuyển bóng đá quốc gia Ai Cập bởi Héctor Cúper thi đấu với Uganda ở Vòng loại giải vô địch bóng đá thế giới 2018 khu vực châu Phi (Vòng 3).